# Van Wert (Iowa)
Van Wert es una ciudad ubicada en el condado de Decatur en el estado estadounidense de Iowa. En el Censo de 2010 tenía una población de 230 habitantes y una densidad poblacional de 265,09 personas por km².

## Geografía
Van Wert se encuentra ubicada en las coordenadas 40°52′15″N 93°47′32″O / 40.87083, -93.79222. Según la Oficina del Censo de los Estados Unidos, Van Wert tiene una superficie total de 0.87 km², de la cual 0.85 km² corresponden a tierra firme y (1.49%) 0.01 km² es agua.

## Demografía
Según el censo de 2010, había 230 personas residiendo en Van Wert. La densidad de población era de 265,09 hab./km². De los 230 habitantes, Van Wert estaba compuesto por el 96.09% blancos, el 0% eran afroamericanos, el 2.17% eran amerindios, el 0% eran asiáticos, el 0% eran isleños del Pacífico, el 0% eran de otras razas y el 1.74% pertenecían a dos o más razas. Del total de la población el 1.3% eran hispanos o latinos de cualquier raza.